# Beatsteaks
I Beatsteaks sono un gruppo musicale punk rock tedesco formatosi nel 1995 a Berlino.

## Storia del gruppo
L'idea di fondare il gruppo nasce originariamente nel 1987 dal chitarrista Bernd Kurtzke, tuttavia è solo nel 1995 che il progetto prende realmente forma, quando Bernd, Peter Baumann, Stefan Hircher e Alexander Rosswaag decidono concretamente di formare i Beatsteaks. Poco dopo si aggiunge alla line-up il cantante e chitarrista Arnim Teutoburg-Weiß.
Nel 1996 il gruppo, ancora agli inizi, vince il primo premio ad una competizione musicale organizzata dal locale berlinese SO36; il premio darà loro la possibilità di suonare come gruppo spalla al concerto dei Sex Pistols a Berlino.
L'album di debutto, 48/49, arriva più tardi nel 1997. Il titolo deriva dal numero civico della loro vecchia sala prove, nell'Alten Schönhauser Allee 48/49. Questo primo CD è anche l'unico a contenere canzoni cantate in tedesco; i successivi album, infatti, conterranno solo canzoni in inglese.
Del 1999 è invece Launched, il secondo album, pubblicato sotto la famosa etichetta punk Epitaph Records. È in questo periodo che Thomas Götz subentra come batterista; nel 2000 invece Torsten Scholz entra nel gruppo come bassista in sostituzione di Alexander Rosswaag. Seguono diversi tour assieme a Bad Religion, Die Ärzte e Die Toten Hosen, attraverso cui i Beatsteaks riescono a farsi lentamente conoscere dal grande pubblico.
Nel 2002 esce il terzo album Living Targets, assieme ai singoli Let Me In e Summer che danno ai Beatsteaks la possibilità di acquisire più popolarità in radio e in televisione. Verso la fine dello stesso anno il gruppo si esibisce ad un concerto nella Columbiahalle di Berlino; allo scopo viene pubblicato un EP che viene venduto durante il concerto stesso. Questo Wohnzimmer-EP segna anche la prima collaborazione dei Beatsteaks con il produttore Moses Schneider.
Il successo del gruppo berlinese arriva però nel 2004 con l'album della consacrazione Smack Smash e il secondo singolo I Don't Care As Long As You Sing. Nello stesso anno i Beatsteaks vincono agli MTV Europe Music Awards nella categoria "Best German Act", premio che arriva in un momento fortunato della band, dopo le diverse esibizioni a festival e concerti in area tedesca.
Il gruppo Die Toten Hosen pubblica inoltre una cover della canzone Hand in Hand, cover che verrà inserita nel loro cd e DVD unplugged Nur zu Besuch.
Durante l'estate del 2005 il gruppo si esibisce al festival polacco Przystanek Woodstock davanti a 500 000 persone. Alla fine dello stesso anno esce poi il loro primo DVD, B-Seite, contenente un documentario autoprodotto che racconta la storia del gruppo, assieme a diverse registrazioni di esibizioni live.
Il 2006 vede i Beatsteaks impegnati in un breve tour comprendente tre concerti e la partecipazione a due festival musicali, mentre il 30 marzo 2007 esce l'album .limbo messiah, anticipato il 15 marzo dal singolo Jane Became Insane.
Il 7 giugno 2007 il gruppo si esibisce al concerto "Deine Stimme gegen Armut" a Rostock, davanti a circa 70 000 spettatori.
Il secondo singolo, uscito il 29 giugno, è Cut Off the Top.

## Collaborazioni e progetti collaterali
Il bassista Thomas Götz e Marten Ebsen, il chitarrista del gruppo Turbostaat, sono i fondatori del progetto parallelo NinaMarie. Il loro primo EP risale a marzo 2006, Scheiss.Taxi – Scheiss.Paris. Il gruppo tuttavia non ha avuto ancora occasione di esibirsi dal vivo.
Un altro side-project è costituito dalla coverband Die Roys, progetto nato durante le registrazioni dell'album .limbo messiah e a cui partecipano tutti i cinque componenti dei Beatsteaks. In questa nuova formazione i ruoli musicali sono invertiti, nonché coordinati dal chitarrista Roy Baumann (Peter Baumann). Le prime quattro canzoni del gruppo si trovano nei singoli di Jane Became Insane e Cut Off the Top.

## Formazione

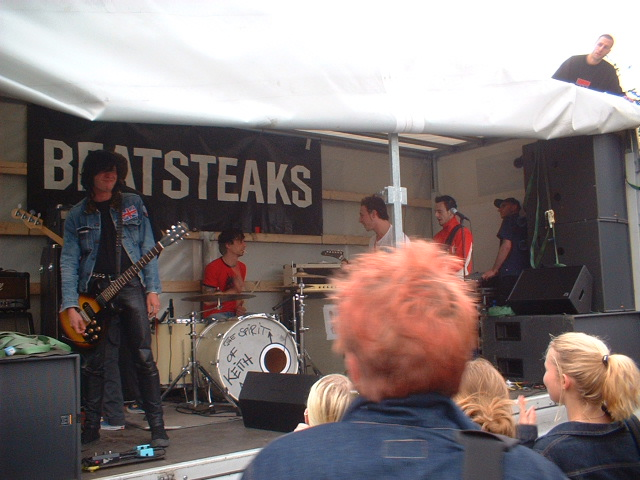
I Beatsteaks durante un concerto a Berlino (Prenzlauer Berg) nel giugno 2002.

### Formazione attuale
- Arnim Teutoburg-Weiß - voce e chitarra
- Bernd Kurtzke - chitarra
- Peter Baumann - chitarra
- Torsten Scholz - basso (2001 - )
- Thomas Götz - batteria (1999 - )

### Ex componenti
- Alexander Rosswaag - basso (1995 - 2001)
- Stefan Hircher - batteria (1995 - 1999)

## Discografia

### Album in studio
- 1997 - 48/49
- 1999 - Launched
- 2002 - Living Targets
- 2004 - Smack Smash
- 2007 - .limbo messiah
- 2011 - Boombox
- 2014 - Beatsteaks

### EP
- 1998 - 6-11-98 Knaack (vinile in edizione limitata e numerata)
- 2002 - Wohnzimmer-EP (in edizione limitata)

### Singoli
- 2002 - Summer
- 2002 - Let Me In
- 2004 - Hand In Hand
- 2004 - I Don't Care As Long As You Sing
- 2004 - Hello Joe
- 2004 - Loyal to None (vinile in edizione limitata)
- 2007 - Jane Became Insane
- 2007 - Cut Off the Top

### DVD
- 2004 - Beatsteaks Live (Bonus DVD, contenuto nell'edizione limitata dell'album Smack Smash)
- 2005 - B-Seite
- 2007 - Demons galore (Bonus DVD, contenuto nell'edizione limitata dell'album .limbo messiah)